# Ray Nicholson
Raymond «Ray» Nicholson (Los Ángeles, California, 20 de febrero de 1992) es un actor estadounidense. Obtuvo amplio reconocimiento tras protagonizar la película de terror Smile 2 (2024).
Es hijo de los actores Jack Nicholson y Rebecca Broussard, y hermano de la actriz y directora Lorraine Nicholson.

## Carrera
Nicholson tuvo papeles menores en la película de varios géneros Promising Young Woman (2020) y el drama romántico Licorice Pizza (2021). Luego tuvo papeles protagónicos en la serie de Amazon Prime Video Panic (2021) y la película de suspenso de Neil LaBute Out of the Blue (2022). Nicholson tuvo su gran avance después de ser elegido por Parker Finn en Smile 2 como un homenaje a Jack Torrance, el personaje que interpretó su padre Jack en El resplandor (1980). La película se estrenó en 2024 con éxito crítico y comercial.

## Filmografía

### Cine
| Año  | Título                   | Director                                       | Papel                            | Nota         |
| ---- | ------------------------ | ---------------------------------------------- | -------------------------------- | ------------ |
| 2006 | The Benchwarmers         | Dennis Dugan                                   |                                  | [ 9 ]        |
| 2013 | Ten Cups                 | Harrison Litvack                               |                                  | Cortometraje |
| 2017 | Lexi and Micky           | Che Walker                                     | James                            | Cortometraje |
| 2017 | Mermaids                 | Thanika Jenjesda                               | Chase                            | Cortometraje |
| 2018 | The Outsider             | Martin Zandvliet                               | Corredor de bolsa estadounidense | [ 10 ]       |
| 2018 | On Killer Robots         | Lorraine Nicholson                             | Oficial #2                       | Cortometraje |
| 2018 | The Big Break            | Gil Freston                                    | Tyler Andrews                    | Cortometraje |
| 2018 | Samice                   | Eva Vik                                        | Y                                | Cortometraje |
| 2019 | Where Are You            | Ver listaValentina De Amicis Riccardo Spinotti | Cedric                           | [ 11 ]       |
| 2020 | Promising Young Woman    | Emerald Fennell                                | Jim                              | [ 12 ]       |
| 2020 | Connective Tissue        | Oliver Bernsen                                 | Rudder                           | Cortometraje |
| 2021 | Licorice Pizza           | Paul Thomas Anderson                           | Ray                              | [ 13 ]       |
| 2022 | Out of the Blue          | Neil LaBute                                    | Connor Bates                     | [ 14 ]       |
| 2022 | Something from Tiffany's | Daryl Wein                                     | Gary Wilson                      | [ 15 ]       |
| 2022 | Michelle Remembers       | Alex Lill                                      | Dan Keller                       | Cortometraje |
| 2023 | Fear the Night           | Neil LaBute                                    | Billy                            |              |
| 2023 | Gonzo Girl               | Patricia Arquette                              | Larry                            |              |
| 2024 | I Love You Forever       | Ver listaCazzie David Elisa Kalani             | Finn                             | [ 16 ]       |
| 2024 | Smile 2                  | Parker Finn                                    | Paul Hudson                      |              |
| 2025 | Borderline               | Jimmy Warden                                   | Paul Duerson                     |              |
| 2025 | Novocaine                | Ver listaDan Berk Robert Olsen                 | Simon                            | [ 17 ]       |

### Televisión
| Año       | Título      | Papel     | Nota                |
| --------- | ----------- | --------- | ------------------- |
| 2015      | R.I.P.      | Greg      | Serie; 1 episodio   |
| 2018-2019 | Mayans M.C. | Hallorann | Serie; 4 episodios  |
| 2021      | Panic       | Ray Hall  | Serie; 10 episodios |